# Onthophagus tumidulus
Onthophagus tumidulus es una especie de insecto del género Onthophagus, familia Scarabaeidae, orden Coleoptera.
Fue descrita científicamente por Gerstaecker en 1871.